# Мухаммад Бакер Мирза
Мухаммад Бакер Мирза, более известный как Сафи Мирза (15 сентября 1587, Мешхед — 2 февраля 1615, Решт) — персидский шахзаде, старший сын шаха Персии Аббаса Великого (1588—1629). Наследный принц династии Сефевидов во время правления Аббаса Великого. Титулярный губернатор Мешхеда (1587—1588) и Хамадана (1591—1592).
Сафи Мирза был схвачен за одну из придворных интриг, в которую были вовлечены несколько крупных придворных-черкесов, что в конечном итоге стоило ему жизни и его места в престолонаследии. Его старший сын, шахзаде Султан Абул-Насер Сам Мирза, стал следующим шахом Персии, известным под своим династическим именем Шах Сефи (1629—1642).

## Биография
Мухаммед Бакер Мирза родился в сентябре 1578 года от грузинки Тамары Амилахвари, жена шаха Аббаса. Всего из пяти сыновей шаха Аббаса лишь трое смогли дожить до совершеннолетия, поэтому преемственность Сефевидов казалась в безопасности. Аббас был в хороших отношениях со своим старшим сыном и наследником Мухаммадом Бакер-Мирзой. Однако в 1614 году, во время карательной кампании в Грузии против двух бывших вассалов и данников, царей Теймураза I и Луарсаба II, до шаха дошли слухи, что наследный принц вступил в заговор против своей жизни с одним из ведущих черкесов, Фархад-бегом Черкесом. Вскоре после этого Мухаммад Бакер нарушил протокол во время охоты, убив кабана, прежде чем шах успел сразить животное. Это, казалось, подтвердило подозрения Аббаса, заставив его погрузиться в меланхолию. Он больше не доверял никому из своих трех сыновей. В 1615 году он решил, что у него нет другого выбора, кроме как убить Мухаммада. Другой черкес по имени Бехбуд-бег исполнил приказ шаха, и принц был убит в бане в городе Решт. Он был похоронен в Ардебиле. Шах Аббас почти сразу же пожалел о своем поступке и погрузился в печаль.
В 1621 году персидский шах Аббас Великий тяжело заболел. Думая, что его отец был на смертном одре, его второй сын и наследник, Султан Мухаммад Мирза (1591—1632), начал праздновать свое ожидаемое восшествие на престол со своими сторонниками из числ кызылбашей. Но шах выздоровел и продолжал наказывать своего сына, ослепляя его, лишая права когда-либо занять трон. Однако ослепление удалось лишь отчасти, и последователи принца планировали тайно вывезти его из страны в безопасное место, обвинив в сфабрикованной измене. Но заговор был предан, последователи принца были казнены, а сам принц заключен в тюрьму в крепости Аламут, где он позже будет убит преемником Аббаса, Шахом Сефи.
Неожиданно Аббас избрал своим наследником старшего сына Мухаммада Бакер-Мирзы, Сам Мирзу (1611—1642), жестокого и замкнутого человека, который, как говорили, ненавидел своего деда из-за убийства его отца. Именно он стал преемником шаха Аббаса в возрасте семнадцати лет в 1629 году, приняв имя Шах Сефи.

## Потомство
Сафи Мирза женился первым браком в Исфахане в 1601 году на принцессе Фахри-Джахан, дочери предыдущего шаха Персии Исмаила II. Во второй он женился на грузине Диларам-ханум. Его третьей супругой была дочь Эскандара Мирзы. У наследного принца была два сына:
- Шахзаде Султан Абул-Насер Сам Мирза  (1611—1642), будущий шах Ирана Шах Сефи (1629—1642), сын грузинки Диларам-ханум
- Шахзаде Султан Сулейман Мирза  (? — убит в августе 1632 года, крепость Аламут, Казвин), сын Фахри-Джахан.